# Susan Reynolds
Susan Reynolds (1929 - ) is een Brits historica en Honorary Fellow aan het Institute of Historical Research te Londen en emeritus Fellow van de Lady Margaret Hall van de Universiteit van Oxford. Zij deed onderzoek naar de middeleeuwse sociale, economische en politieke verhoudingen.

## Biografie
Reynolds studeerde aan de Universiteit van Oxford waarna ze haar werkzame leven begon bij Middlesex County Record Office. Na een jaar vertrok ze naar Victoria County History (VCH) waar ze opgeleid werd tot archivaris (1952-1959). In 1959 stapte ze over naar het onderwijs. In 1963 werd ze gevraagd door de Lady Margaret Hall van de Oxford University om de vacature geschiedenis in te vullen. Sinds 1986 is ze Emeritus Fellow van de Lady Margaret Hall. Reynolds is Honorary Fellow van het Institute of Historical Research, het Birkbeck College en van het University College te London. In 1993 werd ze Fellow van de British Academy (FBA). Daarnaast is ze Fellow van de Royal Historical Society (FRHistS).
Reynolds onderzoek richtte zich vooral op de feodaliteit en het leenstelsel van de middeleeuwen van Europa. Zij was van mening dat historici als de Belgische mediëvist Ganshof (1895-1980) en de Fransman Marc Bloch (1886-1944) uitgingen van een te beperkte interpretatie van het begrip 'feodaliteit'. Volgens Reynolds is het concept van Ganshof dat het bij feodaliteit zou gaan om een persoonlijke band tussen heer en vazal met het leen als zakelijk element, een constructie van universitair gestudeerde juristen uit het begin van de dertiende eeuw. Fundamentele fout in de onderzoeken van Ganshof vond zij dat hij te veel op zoek was geweest naar het vinden van 'feodaliteit' waarbij hij voorbij was gegaan aan andere vormen van verbanden waardoor hij feodaliteit als toonaangevend beschouwde, waarmee een misleidend beeld van de middeleeuwse samenleving ontstond. In 1984 verscheen haar studie Kingdoms and communities in western Europe, 900-1300 waarin zij horizontale en verticale verbanden in de Europese middeleeuwse samenleving in de periode van 900 tot 1300 uiteen zet, waar feodaliteit er een van is. In 1994 verscheen haar studie Fiefs and vassals: the Medieval Evidence Reinterpreted waarin ze het begrip 'feodaliteit' fundamenteel ter discussie stelt vanwege het gebrek aan precisie en accuratesse in het gebruik ervan. Historici anno 2015 noemen deze spraakmakende studie wel 'de doodsklap aan het concept feodaliteit', waarmee het concept Ganshof dat jarenlang gezaghebbend was niet langer opgaat.